# ブバカル・トラオレ (2001年生のサッカー選手)
ブバカル・トラオレ（Boubacar Traoré, 2001年8月20日 - ）は、マリ共和国のプロサッカー選手。マリ代表。ウルヴァーハンプトン・ワンダラーズFC所属。ポジションはミッドフィールダー。

## 経歴

### クラブ
2021年5月9日、リーグ・アン第36節のニーム戦で66分から交代出場し、プロデビュー。次節のロリアン戦ではプロ初ゴールを記録した。
2022年9月1日、イングランドのウルヴァーハンプトン・ワンダラーズにのローン移籍（買い取りオプションあり）。2023年7月1日、ウルヴァーハンプトンは買い取りオプションを行使し、4年契約（+1年の延長オプション）で完全移籍となった。
2024-25シーズンは怪我で長期離脱した影響もあり、公式戦3試合のみの出場にとどまった。

### 代表
2019年2月、アフリカ U-20ネイションズカップに出場し、グループステージのセネガル戦を除く4試合に先発出場し、決勝のセネガル戦ではゴールも挙げ、チームの中心選手として優勝に貢献した。その後、FIFA U-20ワールドカップのメンバーにも選ばれ、グループステージのサウジアラビア戦でゴールを挙げたが、チームは準々決勝でイタリアに敗れた。
同年11月にはU-23代表に選出され、アフリカ U-23ネイションズカップにも出場。グループステージの全3試合にフル出場した。
2022年11月16日、アルジェリアとの親善試合にフル出場し、A代表デビュー。

## 個人成績

### クラブ
| 国内大会個人成績 | 国内大会個人成績     | 国内大会個人成績 | 国内大会個人成績 | 国内大会個人成績 | 国内大会個人成績                   | 国内大会個人成績 | 国内大会個人成績 | 国内大会個人成績 | 国内大会個人成績 | 国内大会個人成績 | 国内大会個人成績 |
| 年度             | クラブ               | 背番号           | リーグ           | リーグ戦         | リーグ戦                           | リーグ杯         | リーグ杯         | オープン杯       | オープン杯       | 期間通算         | 期間通算         |
| 年度             | クラブ               | 背番号           | リーグ           | 出場             | 得点                               | 出場             | 得点             | 出場             | 得点             | 出場             | 得点             |
| フランス         | フランス             | フランス         | フランス         | リーグ戦         | リーグ戦                           | F・リーグ杯      | F・リーグ杯      | フランス杯       | フランス杯       | 期間通算         | 期間通算         |
| ---------------- | -------------------- | ---------------- | ---------------- | ---------------- | ---------------------------------- | ---------------- | ---------------- | ---------------- | ---------------- | ---------------- | ---------------- |
| 2020-21          | メス                 | 8                | リーグ・アン     | 2                | 1                                  | -                | -                | 0                | 0                | 2                | 1                |
| 2021-22          | メス                 | 8                | リーグ・アン     | 27               | 1                                  | -                | -                | 1                | 0                | 28               | 1                |
| 2022-23          | メス                 | 8                | リーグ・ドゥ     | 3                | 0                                  | -                | -                | -                | -                | 3                | 0                |
| イングランド     | イングランド         | イングランド     | イングランド     | リーグ戦         | リーグ戦                           | FLカップ         | FLカップ         | FAカップ         | FAカップ         | 期間通算         | 期間通算         |
| 2022-23          | ウルヴァーハンプトン | 6                | プレミアリーグ   | 10               | 0                                  | 1                | 1                | 0                | 0                | 11               | 1                |
| 2023-24          | ウルヴァーハンプトン | 6                | プレミアリーグ   | 24               | 0                                  | 2                | 0                | 1                | 0                | 27               | 0                |
| 2024-25          | ウルヴァーハンプトン | 6                | プレミアリーグ   | 1                | 0                                  | 1                | 0                | 1                | 0                | 3                | 0                |
| 通算             | フランス             | フランス         | リーグ・アン     | 29               | 2                                  | -                | -                | 1                | 0                | 30               | 2                |
| 通算             | フランス             | フランス         | リーグ・ドゥ     | 3                | 0                                  | -                | -                | 0                | 0                | 3                | 0                |
| 通算             | イングランド         | イングランド     | プレミアリーグ   | 35               | 0                                  | 4                | 1                | 2                | 0                | 41               | 1                |
| 総通算           | 総通算               | 総通算           | 総通算           | 67               | 2\|\|\|4\|\|1\|\|3\|\|0\|\|74\|\|3 |                  |                  |                  |                  |                  |                  |

### 代表
| マリ代表 | 国際Aマッチ | 国際Aマッチ |
| 年       | 出場        | 得点        |
| -------- | ----------- | ----------- |
| 2022     | 1           | 0           |
| 2023     | 0           | 0           |
| 2024     | 3           | 0           |
| 通算     | 4           | 0           |

## タイトル

### 代表
U-20マリ代表
- アフリカ U-20ネイションズカップ（2019）[6]